# Folketeatret

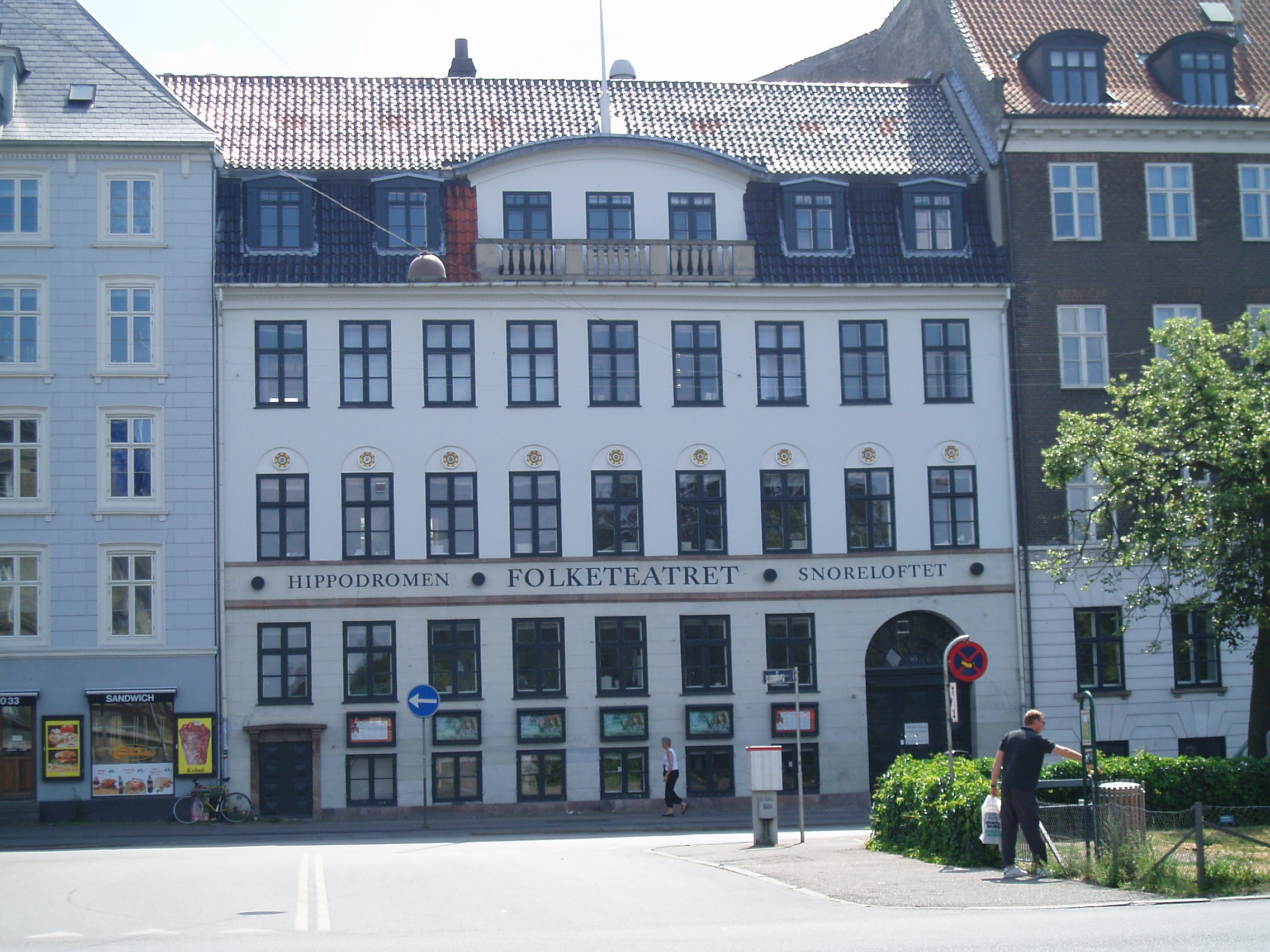
Folketeatret

Das Folketeatret  ist ein Theater in  Kopenhagen. Es wurde 1857 auf Grund einer Initiative von Hans Wilhelm Lange gegründet. Es wird von der Det Københavnske Teatersamarbejde, einer rechtsfähigen Stiftung unter dem dänischen Kulturministerium, gemanagt.

## Theaterleiter
- 1857–1873: Hans Wilhelm Lange
- 1873–1876: M. W. Brun
- 1876–1884: Robert Watt
- 1884–1900: Severin Abrahams
- 1900–1908: Jens Frederik Siegfred Dorph-Petersen
- 1903–1905: Betty Nansen
- 1908–1912: Johannes Nielsen
- 1912–1928: Viggo Friderichsen
- 1912–1924: Einar Christiansen
- 1924–1926: Axel Frische
- 1927–1935: Poul Gregaard
- 1935–1959: Thorvald Larsen
- 1959–1971: Bjørn Watt-Boolsen
- 1971–2001: Preben Harris
- 2001–2002: Tommy Larsen und Michael Moritzen
- 2002–2003: Henning Sprogøe, kommissarisch
- 2003–2005: Klaus Bondam
- 2005–2007: Malene Schwartz
- 2007–2010: Waage Sandø
- seit 2010: Kasper Wilton[1]